# Weilen unter den Rinnen
Weilen unter den Rinnen ist eine Gemeinde im Zollernalbkreis in Baden-Württemberg (Deutschland).

## Geographie

### Geographische Lage
Weilen unter den Rinnen liegt auf dem Kleinen Heuberg auf rund 707 Metern über dem Meeresspiegel auf einem Ausläufer des Westlichen Albvorlandes. Unmittelbar westlich davon ragt der Albtrauf mehrere hundert Meter steil auf. Markante Berge in der Nähe sind der Oberhohenberg (1011 m), der Ortenberg (996 m) und der Plettenberg (1002 m).
Die Gemeinde gehört der Raumschaft und dem Erholungsgebiet Oberes Schlichemtal an.

### Gemeindegliederung
Zur Gemeinde Weilen unter den Rinnen gehören außer dem gleichnamigen Dorf keine weiteren Orte.

### Nachbargemeinden
Folgende Städte und Gemeinden grenzen an die Gemeinde Weilen unter den Rinnen. Sie werden im Uhrzeigersinn beginnend im Norden genannt und gehören zum Zollernalbkreis beziehungsweise zum Landkreis Tuttlingen¹:
Schömberg, Ratshausen und Deilingen¹.

### Historische Geographie
Im Gemeindegebiet liegen die Wüstungen Lachen, Armweiler und Hochstetten und die abgegangene Burg Heidenschlössle in den Fluren Burgstall und Heidenschlößle. Lachen entstand wohl im 8. Jahrhundert und wurde 785 als in loco Lahha erstmals erwähnt. Der Ort bestand bis in das 13. Jahrhundert. Zu Lachen gehörte die Ottilienkapelle, die früher St. Maria hieß. Armweiler wurde als Flurname Armweyler 1685 erstmals genannt. Die Ersterwähnung des Namens Hochstetten ist unbekannt, heute existiert noch der Flurname Hochstetts.

### Schutzgebiete
Weilen unter den Rinnen hat an der Gemeindegrenze zu Schömberg einen kleinen Anteil am FFH-Gebiet Prim-Albvorland. Der südliche Teil der Gemarkung gehört zum Vogelschutzgebiet Südwestalb und Oberes Donautal. Weilen unter den Rinnen liegt im Naturpark Obere Donau.

## Geschichte

### Mittelalter und frühe Neuzeit
Weilen wurde erstmals als Weiler um 1113 genannt und lag zu der Zeit im Gebiet des Herzogtums Schwaben. Als Teil der Grafschaft Hohenberg fiel der Ort 1381 an das Haus Habsburg, welches ihn später der Grafschaft Oberhohenberg zuordnete. Noch bis zum Jahr 1805 gehörte Weilen zu dieser vorderösterreichischen Grafschaft.

### Seit württembergischer Zeit
Durch die Mediatisierung kam der Ort 1805 an das Kurfürstentum Württemberg, aus dem 1806 das gleichnamige Königreich hervorging. Weilen war für mehr als ein Jahrhundert dem württembergischen Oberamt Spaichingen zugeordnet. Bei der Kreisreform während der NS-Zeit in Württemberg gelangte Weilen 1938 zum Landkreis Balingen. Im Jahre 1945 wurde die Gemeinde Teil der Französischen Besatzungszone und kam somit zum Nachkriegsland Württemberg-Hohenzollern, welches 1952 im Bundesland Baden-Württemberg aufging. Seit der Kreisreform von 1973 ist Weilen eine Gemeinde des neu gebildeten Zollernalbkreises.

### Flugzeugabsturz

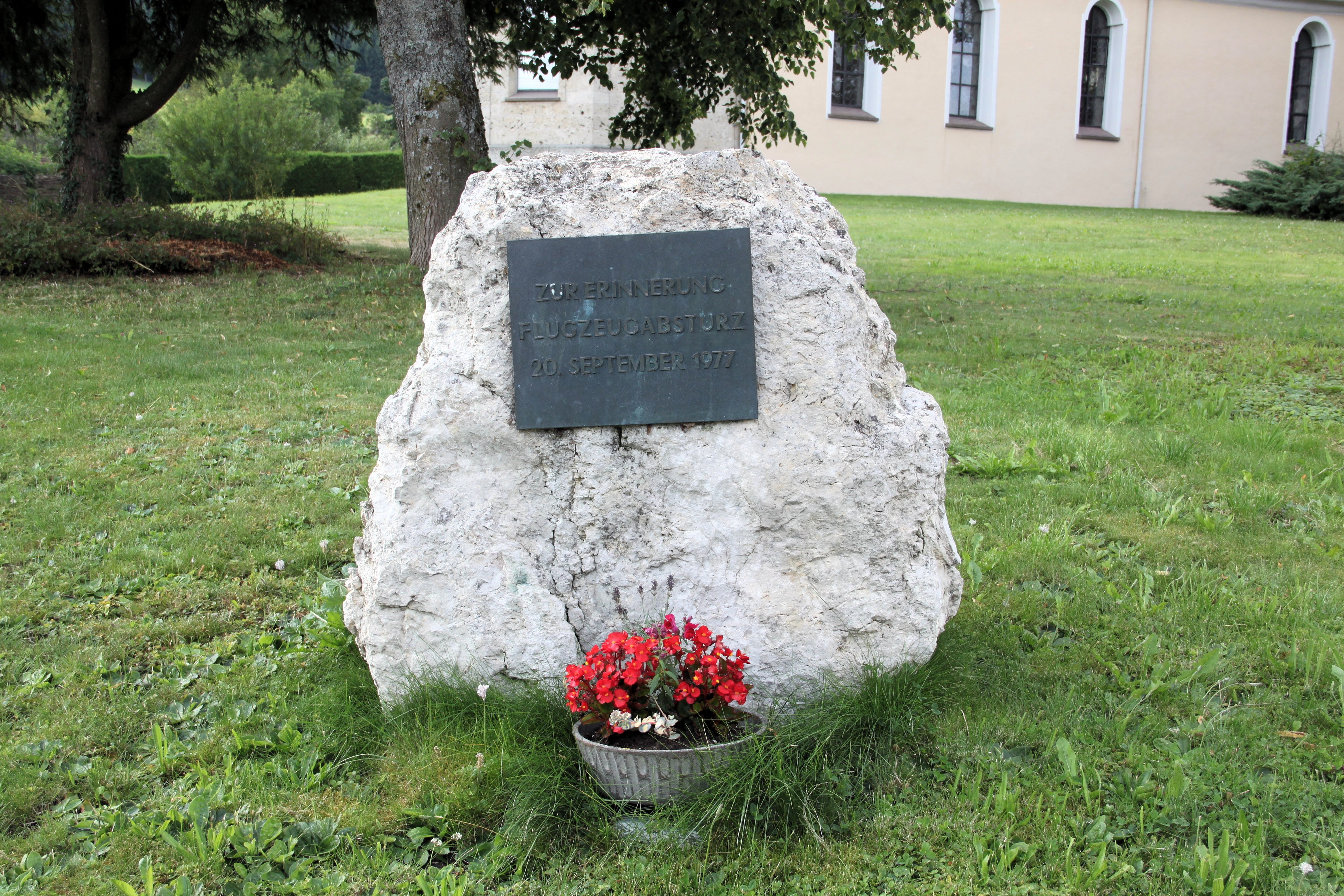
Gedenkstein zur Erinnerung an den Flugzeugabsturz vom 20. September 1977

Am 20. September 1977 stürzten nahe der Ortschaft zwei US-amerikanische Kampfflugzeuge aus Spangdahlem ab. Drei Soldaten konnten sich mit dem Schleudersitz retten. Der vierte, Captain John Mike Wertz, starb beim Aufprall.

### Religion
Weilen ist überwiegend katholisch geprägt. Die römisch-katholische Gemeinde St. Nikolaus gehört zur Seelsorgeeinheit Oberes Schlichemtal im Dekanat Balingen der Diözese Rottenburg-Stuttgart.

## Politik

### Gemeinderat
Der Gemeinderat in Weilen unter den Rinnen hat 8 Mitglieder. Bei der Kommunalwahl am 9. Juni 2024 wurde der Gemeinderat durch Mehrheitswahl gewählt. Mehrheitswahl findet statt, wenn kein oder nur ein Wahlvorschlag eingereicht wurde. Die Bewerber mit den höchsten Stimmenzahlen sind dann gewählt. Der Gemeinderat besteht aus den ehrenamtlichen Gemeinderäten und der Bürgermeisterin als Vorsitzende. Die Bürgermeisterin ist im Gemeinderat stimmberechtigt. Die Wahlbeteiligung lag bei 76,2 % (2019: 75,2 %).

### Bürgermeister
Bürgermeisterin ist seit Mai 2023 Silke Edele. Sie wurde am 19. März 2023 im zweiten Wahlgang mit 53,1 Prozent der Stimmen gewählt. Amtsinhaber Gerhard Reiner (CDU), der von 2015 bis 2023 amtierte, trat nicht erneut an. Reiners Vorgänger war Richard Ege.

## Kultur und Sehenswürdigkeiten

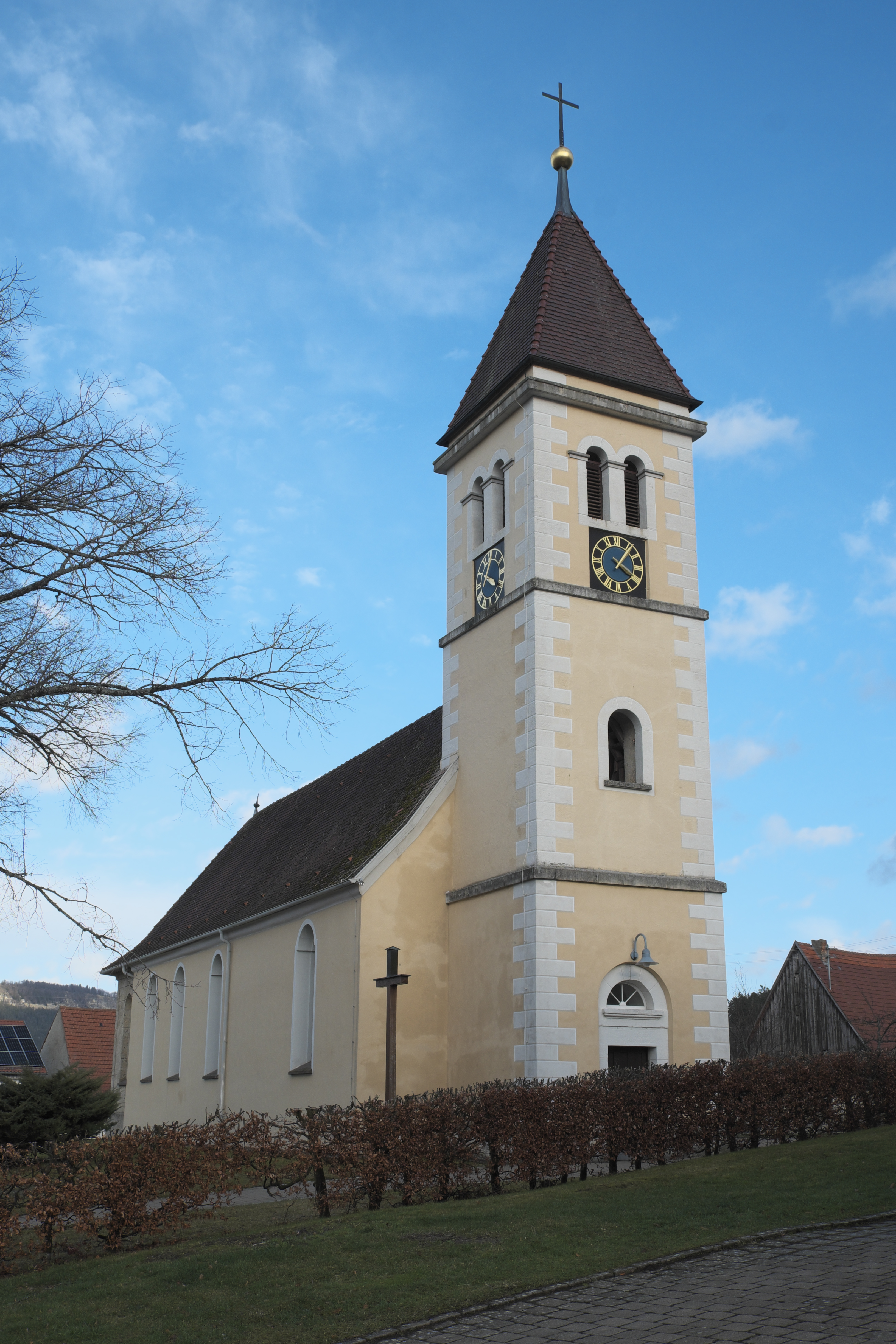
Katholische Kirche St. Nikolaus

### Sehenswürdigkeiten
- Katholische Kirche St. Nikolaus mit Skulpturen des Meisters von Weilen aus der Zeit um 1530 am Altar

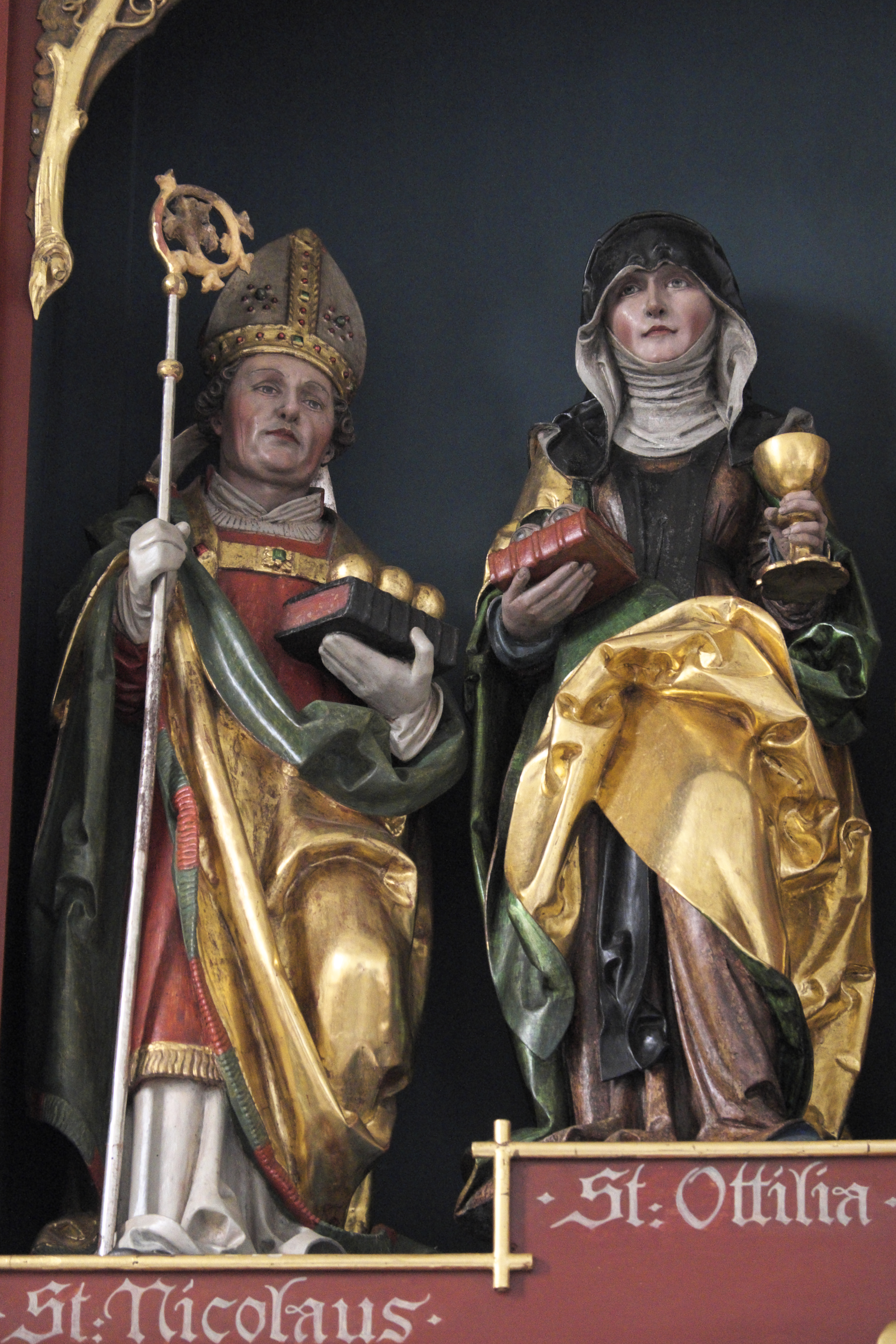
Heiliger Nikolaus, heilige Ottilia
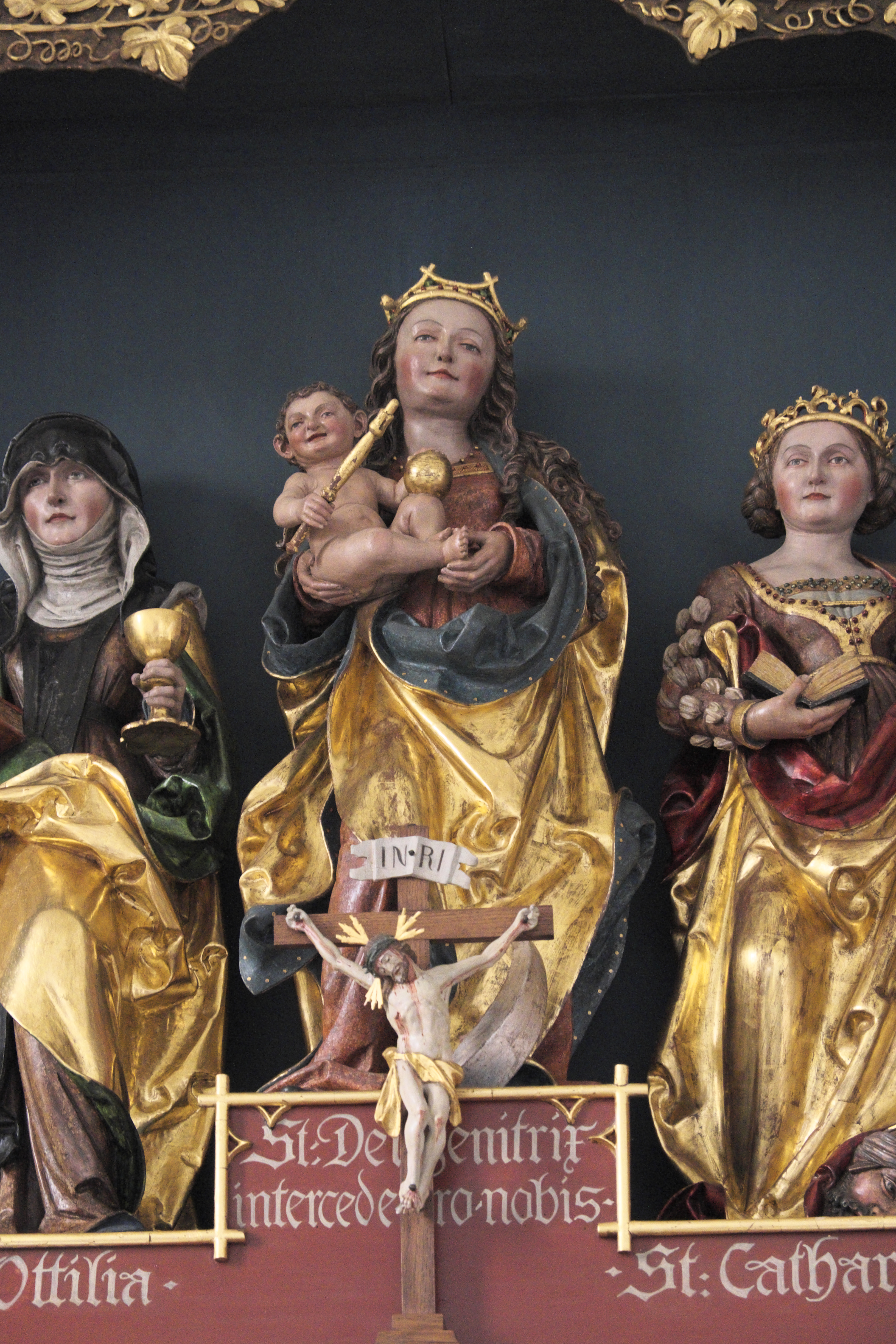
Heilige Ottilia, Madonna mit Kind, heilige Katharina
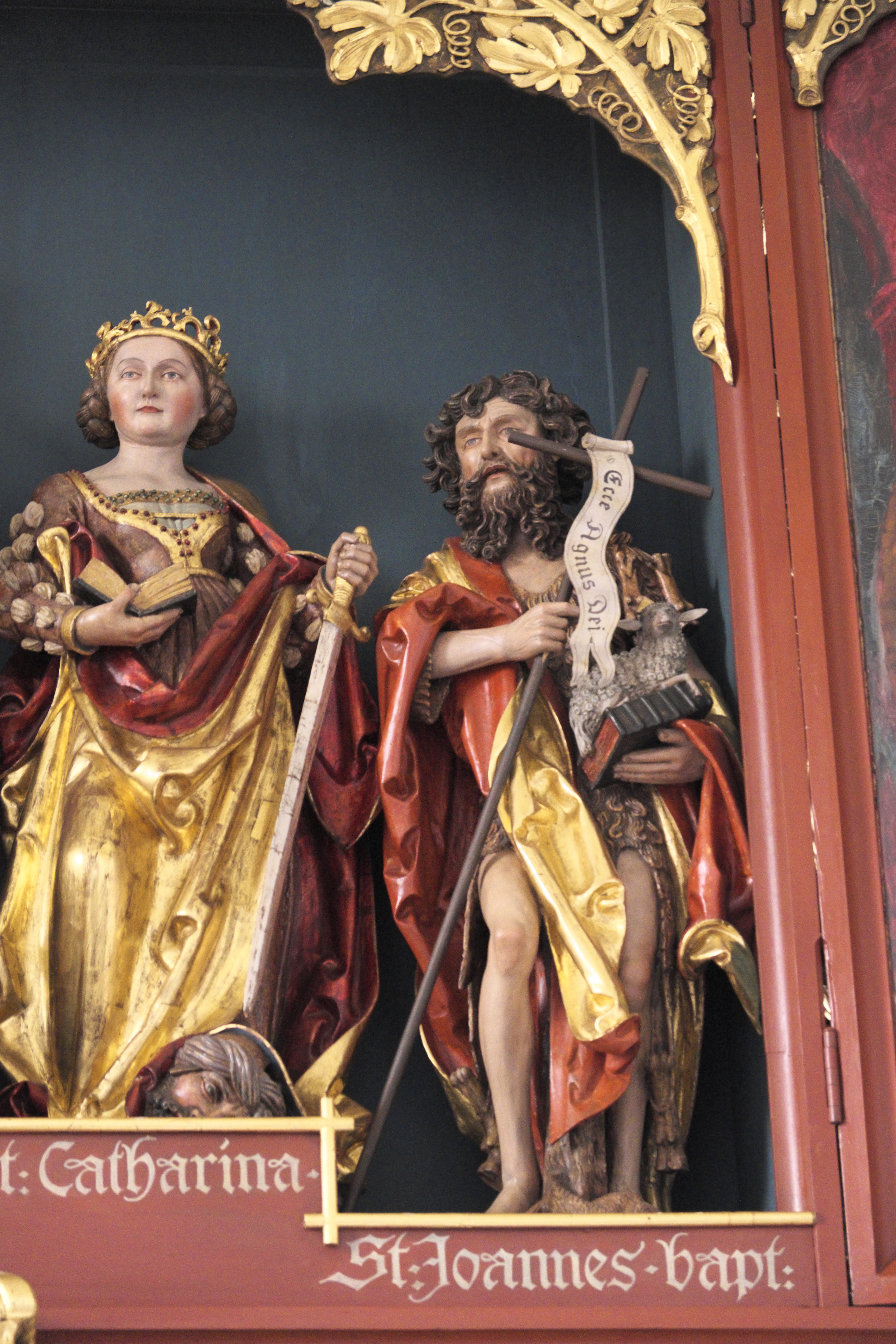
Heilige Katharina, Johannes der Täufer

### Vereine
- Narrenzunft Weilen („Hummel“)
- Musikverein Weilen
- Sportgemeinschaft Weilen

### Naturdenkmäler
- Schluchten der Rinnen am Albtrauf mit Wasserfall des Mittelbaches und Wasserfall am Heidenschlössle

## Verkehr
Die Landstraße L435 führt als Albaufstieg auf das Hochtal von Deilingen.
Der Öffentliche Nahverkehr wird durch den Verkehrsverbund Neckar-Alb-Donau (NALDO) gewährleistet. Die Gemeinde befindet sich in der Wabe 334.

## Söhne und Töchter der Gemeinde
- August Blepp (1885–1949), Kirchenmaler